# George Clayton Johnson
Pour les articles homonymes, voir Johnson et George Johnson.
George Clayton Johnson, né le 10 juillet 1929 à Cheyenne dans le Wyoming et mort le 25 décembre 2015 , est un écrivain de science-fiction et scénariste pour l'audiovisuel américain. Il est surtout connu pour avoir coécrit avec William F. Nolan en 1976 Quand ton cristal mourra (en) (Logan's Run), adapté au cinéma puis à la télévision en 1976-1978 sous le titre L'Âge de cristal (Logan's Run). Il a fait partie des scénaristes de la première version d’Ocean's Eleven en 1960 et a écrit des épisodes de série télévisée.